# Federation Internationlale de l'Art Photographique
La Federación Internacional del Arte Fotográfico (en francés Federation Internationlale de l'Art Photographique) (F.I.A.P.) reagrupa las federaciones fotográficas de los diferentes países fundacionales sin distinciones.
La FIAP cuenta más 85 asociaciones nacionales en los cinco continentes y representa los intereses de cerca de un millón de fotógrafos individuales. Desde septiembre de 2004, los clubes y grupos regionales de clubes pueden coger la FIAP bajo ciertas condiciones.

## Historia
Es en 1946 que el Dr Van de Wijer toma la iniciativa de fundar, en el interés de la fotografía, una organización mundial concebida sobre bases modernas de concentración de los pueblos. Contacta Ernest Boesiger (Suiza), expone su idea y propone la secretaría de la FIAP denominada inicialmente Unión internacional de las sociedades fotográficas, después Consejo internacional del arte fotográfico y finalmente Federación internacional del arte fotográfico. #Poder decir que la FIAP existe verdaderamente desde comienzo 1947, con Maurice Van de Wijer como presidente fundador y Ernest Boesiger como secretario.
Los primeros países para adherir son Bélgica, Países Bajos, Italia, Portugal y Suiza ; en septiembre de 1947, Dinamarca, Finlandia y Hungría llevan el número de miembros a ocho.
El primer congreso fundacional de la FIAP tuvo lugar en Berna en 1950.

## Acciones
Su objetivo es la promoción del arte fotográfico bajo todos los aspectos y por manifestaciones fotográficas de todos géneros.

## Biennales
- 27.º Congreso : Budapest, Hungría, 2004
- 28.º Congreso : Chengdu, China, 2006
- 29.º Congreso : Žilina, Eslovaquia, 2008
- 30.º Congreso : Hanói, Viêt Nam, 2010
- 31.º Congreso : Singapur, 2012
- 32.º Congreso : Turquía, 2014

## Las federaciones nacionales
- Federación fotográfica de Francia
- Photographic Alianza of Great Britain
- Deutscher Verband für Fotografie
- Federación belga de las fotógrafas
- Foto Suiza
- Federación italiana de las asociaciones fotográficas

## Distinciones

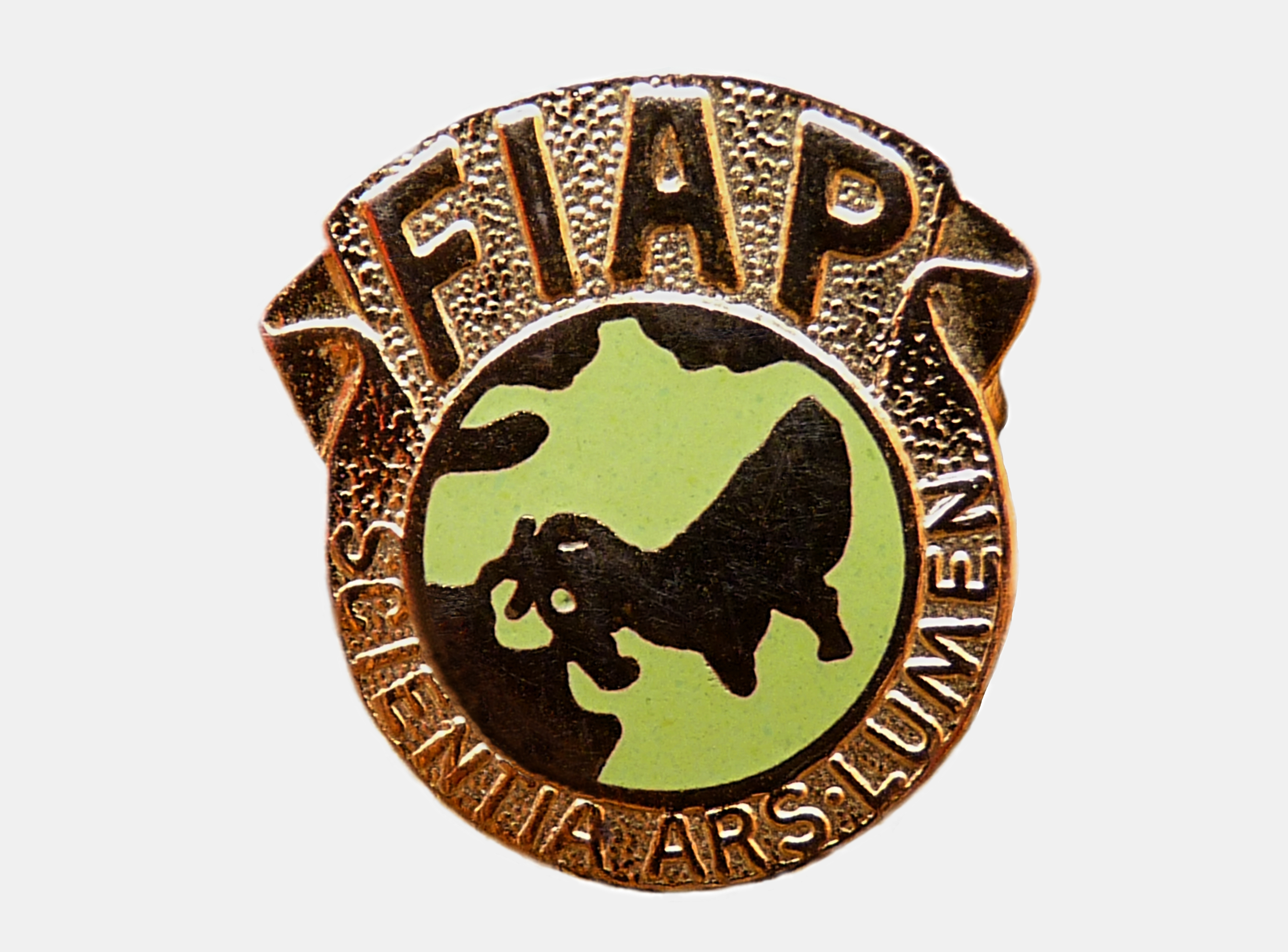
Distintivo AFIAP

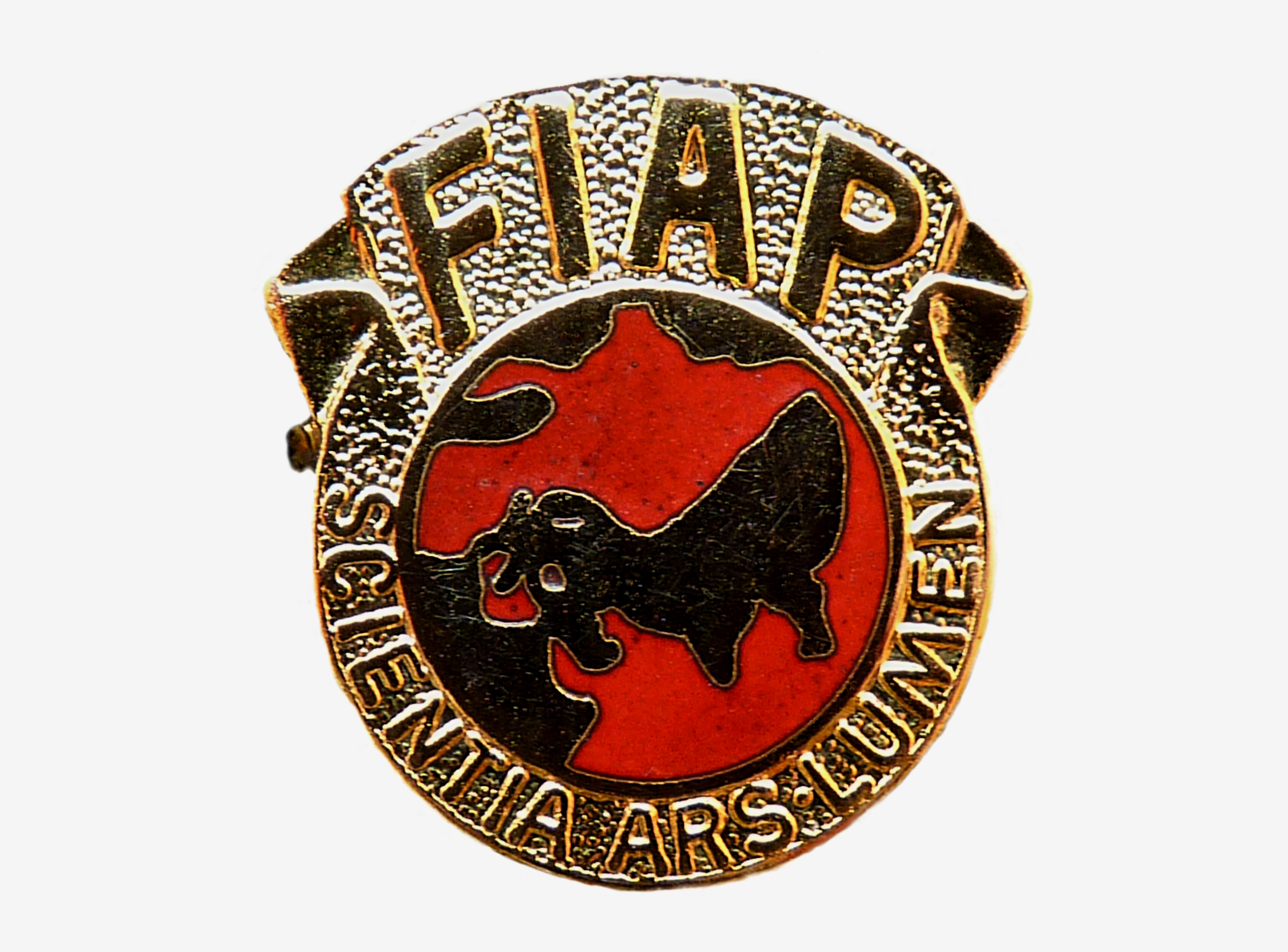
Distintivo EFIAP

La Federación puede atribuir distinciones a sus miembros para la realización de una obra artística :
- AFIAP : Artista de la Federación Internacional del Arte Fotográfico ;
- EFIAP : Excelencia de la Federación Internacional del Arte Fotográfico ;
- EFIAP/B : Excelencia de la Federación Internacional del Arte Fotográfico de Bronce ;
- EFIAP/S : Excelencia de la Federación Internacional del Arte Fotográfico de Plata (Silver) ;
- EFIAP/G : Excelencia de la Federación Internacional del Arte Fotográfico de Oro (Gold) ;
- EFIAP/P : Exc de la Federación Internacional del Arte Fotográfico Platino ;
- MFIAP : Maestro de la Federación Internacional del Arte Fotográfico.

De las distinciones FIAP pueden estar concedidas para servicio excepcional :
- ESFIAP : Excelencia FIAP para servicios devueltos ;
- HonEFIAP :  Excelencia de Honor FIAP.